# 梅汕铁路
梅州至汕头铁路（简称梅汕铁路，又称梅汕客运专线）是中国一条连接广东省梅州市与广东省汕头市的铁路，是中国高速铁路区域连接线的一部份。线路由梅州市新建的梅州西站引出，途径揭阳市并经过揭阳潮汕国际机场后，引入位于潮州市的厦深铁路潮汕站，再延伸至广梅汕铁路汕头站。
梅汕铁路由分属两个项目的三段铁路组成，即由梅州至潮汕铁路、广梅汕铁路龙湖南至汕头段增建第二线及厦深联络线项目中的深汕联络线潮汕至龙湖段以及实施复线化和电气化改造的广梅汕铁路龙湖至汕头段组成。2018年12月31日，潮汕至汕头段开通运营；梅州西至潮汕段则于2019年10月11日开通运营。

## 线路概览
梅州至潮汕段设计为客运专线铁路，设计运行速度250km/h，由中国铁路总公司和广东省合作建设，投资估算总额198.2亿元人民币，工期为4年。线路北起梅州市新建的梅州西站，在梅县区畲江镇设畲江北站，丰顺县建桥镇设建桥站、汤坑镇石联村设丰顺东站，进入揭阳市揭东区玉湖镇预留玉湖东站，在新亨镇设置揭阳站，过锡场镇后进入榕城区炮台镇，在潮汕机场南侧地下设立了揭阳机场站，在潮州市引入潮汕站与潮汕至汕头段贯通，正线全长122.43km，桥隧比为72.21%，其中隧道长45.15km，桥梁长43.26km。同步建设潮汕站动车运用所及汕头站动车组存车线等相关工程。
潮汕至龙湖段和龙湖至汕头段同属于广梅汕铁路龙湖南至汕头段增建第二线及厦深联络线工程，项目全线采用高架方案，铁路线路采用双线Ⅰ级铁路，设计速度120km/h。潮汕至龙湖段为深汕联络线，线路自厦深铁路潮汕站至广梅汕铁路龙湖站按方向别新建上、下行铁路11.87公里。龙湖至汕头段右线利用广梅汕铁路既有线改造22.9公里并取消了建设范围的所有铁路平交道口，左线为增建第二线22.9公里。线路自龙湖站出站后，行经东凤镇庄西陇、彩塘镇东里村至潮安站；出潮安站后左线单绕跨梅溪河，经蛋家园、陈厝寨后接入汕头北站，出汕头北站后双线跨越汕漳路和汕汾路后，行经陈厝葛至汕头站。其中，龙湖为越行站，潮安为中间站，汕头北为区段站，汕头为客运站。

## 建设情况
2014年10月30日，梅州至潮汕铁路开始环评公示。
2015年2月17日，梅州至潮汕铁路可行性研究报告正式获中国铁路总公司、广东省政府联合批复。
2015年4月27日，梅州至潮汕铁路正式动工。
2019年4月10日，梅州至潮汕铁路完成全部箱梁架设任务。至此，梅州至潮汕铁路全线实现贯通。
5月14日22时至15日凌晨3时，作为梅汕高铁的控制性工程，潮汕站的改造工程完成；15日7时，一辆试验用动车组驶入潮汕站，标志着梅汕高铁已成功连入杭深铁路。
2019年8月27日，随着第一趟检测车驶离潮汕站，开往梅州西站，梅汕高铁开始联调联试。
2019年10月10日，中国铁路客户服务中心宣布梅汕线将于10月11日开通。

## 车站及接驳路线
| 车站名称 | 所在区域 | 所在区域 | 所在区域 | 启用日期       | 车站类型 | 连接铁路                               |
| -------- | -------- | -------- | -------- | -------------- | -------- | -------------------------------------- |
| 梅汕鐵路 |          |          |          |                |          |                                        |
| 梅州西   | 梅州市   | 梅县区   | 南口镇   | 2019年10月11日 | 客运站   | 龍龍高速铁路                           |
| 畲江北   | 梅州市   | 梅县区   | 畲江镇   | 2019年10月11日 | 客运站   |                                        |
| 建桥     | 梅州市   | 丰顺县   | 建桥镇   | 2019年10月11日 | 客运站   |                                        |
| 丰顺东   | 梅州市   | 丰顺县   | 汤坑镇   | 2019年10月11日 | 客运站   |                                        |
| 玉湖东   | 揭阳市   | 揭东区   | 玉湖镇   | 规划中         | 客运站   |                                        |
| 揭阳     | 揭阳市   | 揭东区   | 锡场镇   | 2019年10月11日 | 客运站   | 揭惠铁路 粤东城际铁路                  |
| 揭阳机场 | 揭阳市   | 榕城区   | 登岗镇   | 2019年10月11日 | 客运站   | 粤东城际铁路                           |
| 潮汕     | 潮州市   | 潮安区   | 沙溪镇   | 2013年12月28日 | 客运站   | 杭深铁路 粤东城际铁路                  |
| 龙湖     | 潮州市   | 潮安区   | 龙湖镇   | 2017年12月31日 | 越行站   | 畲龙铁路 龙湖联络线                    |
| 潮安     | 潮州市   | 潮安区   | 庵埠镇   | 1995年9月28日  | 中间站   |                                        |
| 汕头北   | 汕头市   | 龙湖区   | 鸥汀街道 | 1995年9月28日  | 区段站   |                                        |
| 汕头     | 汕头市   | 龙湖区   | 珠池街道 | 1995年12月28日 | 客运站   | 甬广高速铁路 广澳港区铁路 粤东城际铁路 |

## 运营
根据2019年10月11日起实施的运行图，梅汕铁路共有44趟动车组列车上线运行，其中梅州往返广州12趟，往返深圳10趟，往返潮汕站8趟，往返汕头站8趟，往返珠海、厦门、宜昌各2趟。全线实施电子客票。

## 影响
梅州至潮汕铁路的通车将结束梅州没有高铁的历史，将梅州纳入中国高铁网络中，从梅州出发，只需要半小时即可到达潮汕，三个小时就可以到达广州，有效缓解节假日高速公路拥堵状况。
梅汕铁路在揭阳潮汕机场设立高铁站揭阳机场站，将成为广东省第三个实现空铁联运及第一个拥有高铁站的机场。
从梅州西站引出至修建中的梅龙铁路，连接赣深高铁的龙川西站，使梅州和深圳广州之间形成新的高铁通道。